# La Grita
La Grita – miasto w Wenezueli, w stanie Táchira.